# Моше Фелденкрайз
Моше́ Пінхас Фельденкрайз (6 травня 1904, Славута — 1 липня 1984, Тель-Авів) — інженер, винахідник, фахівець з бойових мистецтв і засновник методу Фельденкрайза — системи розвитку людського потенціалу, що ґрунтується на  самосвідомості і розуміння себе в процесі роботи над рухом тіла.

## Біографія
Фельденкрайз народився в Славуті Подільської губернії (Україна) 6 травня 1904 року. По материнській лінії був нащадком відомого рабина-хасида Пінхаса Шапіро з Кореца. Його батько був лісоторговцем. Вдома Моше отримав сіоністську освіту і трохи вивчив іврит. Коли він був ще дитиною, сім'я переїхала в Кременець, пізніше ненадовго в Корець і потім в 1912 році до Барановичів (Білорусь). Там він пройшов бар-міцва і провчився два роки в середній школі. Часті переїзди та бойові дії Першої Світової війни не дозволили майбутньому винахідникові одержати пристойну освіту. У 1918 році в 14 років він вирушив у шестимісячне паломництво до Палестини. 
Після прибуття він працює підсобним робітником до 1923 року, коли повертається в школу, щоб отримати диплом. В цей час він заробляє собі на життя репетиторством. По закінченні школи в 1925 році, Моше почав працювати картографом у Британській землемірній конторі. В цей час він захопився техніками самооборони, вивчив джиу-джитсу та розробив власну техніку самооборони. У 1929 році під час футбольного матчу сильно пошкодив ліве коліно. Бажання Моше вилікувати хворе коліно багато в чому послужила початком розвитку його методу.

#### Навчання, наукова діяльність, дзюдо
У 1930 році Фельденкрайз вирушив до Парижа, де надійшов у інженерний коледж Ecole des Travaux Publics des Paris (Школа громадських робіт Парижа) і одержав освіту механіка й електротехніка. У 1933 році Моше почав працювати науковим співробітником під керівництвом Фредеріка Жоліо-Кюрі в Радієвому інституті, одночасно з підготовкою до докторського ступеня в Сорбонні, де одним з його викладачів була Марія Кюрі. З 1935 по 1937 роки він працює над будівництвом генератора Ван де Граафа в лабораторії в Arcueil Cachan. З 1939-1940 працює у Поля Ланжевена, проводячи дослідження в області магнетизму і ультразвуку.
У 1933 році після зустрічі з засновником дзюдо Дзігоро Кано Фельденкрайз знову повернувся до викладання джиу-джитсу і почав вивчати дзюдо. У 1936 році заснував «Jiu Jitsu Club de France», одного з найстаріших клубів дзюдо в Європі, який існує і понині, і на його основі у 1946 році учнем Фельденкрайза була створена Французька федерація дзюдо, стала інструментом для створення Міжнародної федерації дзюдо. В 1936 році він отримав чорний пояс з дзюдо, в 1938 році — чорний пояс 2-го ступеня.
Одружився з Іоною Рубенштейн в 1938 році.

### Велика Британія
Після вторгнення німців до Парижу в 1940 втік до Англії, взявши з собою банку важкої води, наукові матеріали та інструкцію щодо її виробництва для передачі цього Британському адміралтейству. До 1946 року служив у морському міністерстві науковим офіцером і проводив дослідження методів боротьби з німецькими підводними човнам у Ферлі (Шотландія). Його винаходи по удосконаленню сонара запатентовані. В цей же час він навчав персонал дзюдо і самообороні.
У 1942 році видав керівництво по самообороні Practical Unarmed Combat («Практичне керівництво для ведення бою без зброї»). Почав працювати над собою, щоб впоратися з болями в коліні, які посилилися після втечі з Франції. Відмовившись від операції, він почав вивчати і розробляти техніки самостійної реабілітації та усвідомлення, які пізніше лягли в основу його методу. Його відкриття привели до того, що він почав ділитися досвідом з іншими (в тому числі, з колегою Дж. Д. Берналом) за допомогою лекцій, експериментальних курсів та індивідуальної роботи з декількома людьми.
У 1946 році Фельденкрайз залишає адміралтейство, переїжджає в Лондон і працює керівником відділу досліджень і розробок компанії «Pioneer Films» протягом трьох років. Його самостійна реабілітація дозволила повернутися до занять дзюдо, займаючись в лондонському додзьо Будоквай. Використовуючи своє положення в міжнародному комітеті з дзюдо, він почав наукові дослідження цієї боротьби, включаючи туди знання, отримані при самостійній реабілітації. Моше публікує першу книгу про свій метод Body and Mature Behavior («Тіло та набута поведінка») в 1949 році і свою останню книгу про дзюдо «Higher Judo: Groundwork» в 1952 році. В цей період він вивчає роботи Георгія Гурджієва, Ф. М. Александера, Ельзи Гиндлер, Вільяма Бейтса. У 1952 році за рекомендацією одного з своїх читачів їде до Швейцарії, щоб обмінятися досвідом з Генріхом Якобі. Згодом ця зустріч справила значний вплив на розвиток методу Фельденкрайза.

### Ізраїль, популяризація методу
У 1949 році він переїхав в нещодавно створений Ізраїль. Після керівництва протягом декількох років департаментом електроніки Армії оборони Ізраїлю, в 1954 році він оселився в Тель-Авіві, де повністю переключився на викладання свого методу та пише книгу Potent Self («Сильна особистість»). Він почав навчати Мію Сегал, як свого першого помічника у 1957 році. У цьому ж році він давав уроки метода Фельденкрайза прем'єр-міністру Ізраїля Давиду Бен-Гуріону.
У 1968 році Фельденкрайз підготував перший навчальний курс за своїм методом.  Він готував першу групу з 13 осіб з 1969 по 1971 рік в Тель-Авіві. У групу входили Алон Талми, Йоханан Риверант, Рути Алон, Хава Шелав, Міріам Пфеффер, Габі Ярон, Елі Вадлер, Джері Карзен, Двору Хасдай, Бруриа Мило, Шхломо Ефрат, Батя Фабіан, Фанні Лок і Шломо Брача.
В 1972 року в США вийшло з друку перероблене видання його книги «Усвідомлення через рух». Це найбільш відома праця Моше Фельденкрайза, приніс йому широку популярність у світі. У 1960-1980-х роках він представляв свій метод у Європі і Північній Америці (включаючи програму «Усвідомлення через рух» для викладачів людського потенціалу, в тому числі — Уілла Шульца, Стенлі Келлермана і Ілани Рубенфельд в Інституті Есален у 1972 році).
Протягом чотирьох літніх сезонів 1975-1978 років під егідою Інституту гуманістичної психології він підготував у Сан-Франциско в коледжі Лоун-Маунтін 65 викладачів, у тому числі Томаса Ханну, Лінду Теллингтон-Джонс, Ілан Рубенфельд, Роберта Мастерса, Анат Баниель, Дабу і Карла Гінзбурга.
У 1980 році 235 студентів розпочали навчання на його курсах викладачів в коледжі Хемпшир в Амхерсті в Массачусетсі, однак він не зміг довести до кінця через хворобу, що розвинулася в 1981 році. Він проходив реабілітацію після послідовних інсультів протягом трьох років, однак помер у своєму будинку в Тель-Авіві 1 липня 1984 року.

## Відомі цитати
- Вчитися краще, ніж лікуватися.
- Рух — це життя. Життя — це процес. Удоскональте якість процесу і ви удосконалите саме життя.
- Обмеження — це нав'язлива звичка нехтування власним комфортом.
- Тільки знаючи, що ти робиш, можна зробити те, що хочеш.
- Я  прагну не до гнучкості тіла, а до гнучкості мозку. Те, що я намагаюся зробити – це повернути кожній людині почуття людської гідності.
- Якщо ви зосередитеся на проблемі, вона буде з вами все ваше життя.
- Неможливе робіть можливим, можливе легким, а легке — елегантним.
- Неможливе стає можливим тільки тоді, коли вам це робити зручно і комфортно.

## Публікації

### Книги про метод Фельденкрайза
- Body and Mature Behavior: A Study of Anxiety, Sex, Gravitation and Learning. London: Routledge and Kegan Paul, 1949; New York: International Universities Press, 1950 (м'яка обкладинка, не видається); Tel-Aviv: Alef Ltd., 1966, 1980, 1988 (твердий палітурка).
- Awareness Through Movement: Health Exercises for Personal Growth. New York/London: Harper & Row 1972, 1977; Toronto: Fitzhenry & Whiteside, 1972, 1977; Harmondsworth, Middlesex, England: Penguin Books, 1972, 1977; San Francisco: Harper Collins, 1990. Книга переведена на російську мову: Фельденкрайз М. Сознавание через движение. — М.: Изд-во Трансперсонального института, 1994.
- The Case of Nora: Body Awareness as Healing Therapy. New York/London: Harper & Row, 1977. (переклад).
- The Elusive Obvious. Cupertino, California: Meta Publications, 1981.
- The Master Moves. Cupertino, California: Meta Publications, 1984. Книга переведена на російську мову: Фельденкрайз М. Искусство движения. Уроки мастера. — М.: Эксмо, 2003.
- The Potent Self. San Francisco: Harper & Row, 1985. Harper Collins, New York, 1992, (м'яка обкладинка)
- 50 Lessons by Dr. Feldenkrais. Noah Eshkol. Tel-Aviv, Israel: Alef Publishers, 1980.
- Embodied Wisdom: The Collected Papers of Moshe Feldenkrais. Berkeley, California: North Atlantic Books, 2010.

### Книги про джиу-джитсу і дзюдо
- Jiu-Jitsu and self defense. Видана на івриті в 1931 році. Книга видана французькою в авторському перекладі: Science versus brute force or Jiu-jitsu for intellectuals. Paris: 1933, Manuel pratique de jiu-jitsu : la défense du faible contre l agresseur. Paris: Éditions Chiron, 1944.
- Practical Unarmed Combat. London: Frederick Warner. & Co., 1941. Revised edition 1944, 1967, 2010 (Hadaka-Jime: The Core Technique for Practical Unarmed Combat).
- A B C du Judo (jiu-jitsu). Paris: Editions Chiron, 1944. Книга видана англійською в авторському перекладі: Judo: The Art of Defense and Attack. New York and London: Frederick Warner. & Co., 1944, 1967.
- 'Judo pour ceintures noires : le travail à terre. Paris: Éditions Chiron, 1951, 1953, 1960. Книга также издана на английском в авторском переводе: Higher Judo: Groundwork. New York and London: Frederick Warne & Co., 1952, 2010.

### Статті і записані лекції
- «A Non-Specific Treatment». The Feldenkrais Journal, No. 6, 1991. (Lecture from 1975 Training Program, edited by Mark Reese.)
- «Awareness Through Movement». Annual Handbook for Group Facilitators. John E. Jones and J. William Pfeiffer (eds.). La Jolla, CA: University Associates, 1975.
- «Bodily Expression». Somatics, Vol. 6, No. 4, Spring/Summer 1988.
- «Learn to Learn». Booklet. Washington D.C.: ATM Recordings, 1980.
- «On Health». Dromenon, Vol. 2, No. 2, August/September 1979.
- «On the Primacy of Hearing». Somatics, Vol. 1, No. 1, Autumn 1976.
- «Man and the World». Somatics, Vol. 2, No. 2, Spring 1979. Reprinted in Explorers of Humankind, Thomas Hanna (ed.). San Francisco: Harper & Row, 1979.
- «Mind and Body». Two lectures in Systematics: The Journal of the Institute for the Comparative Study of History, Philosophy and the Sciences, Vol. 2, No. 1, June 1964. Reprinted in Your Body Works, Gerald Kogan (ed.). Berkeley: Transformations, 1980.
- «Self-Fulfillment Through Organic Learning». Journal of Holistic Health, Vol. 7, 1982. (Lecture delivered at the Mandala Conference, San Diego, 1981, edited by Mark Reese.)

### Інтерв'ю
- Schecter, Richard and Helen. «Image, Movement, and Actor: Restoration of Potentiality». Tulane Drama Review, Vol. 10, No. 3, 1966 (переклад частина 1 [Архівовано 2 лютого 2017 у Wayback Machine.], частина 2 [Архівовано 26 лютого 2017 у Wayback Machine.]).
- Joanna Rotterdam. «Feldenkrais Revisited: Tension, Talent, and the Legacy of Childhood». New Theatre Quarterly, Winter 1998, 351-6 (переклад [Архівовано 17 травня 2014 у Wayback Machine.]).
- Leri, Dennis. «Moshé on Moshé on the Martial Arts». The Feldenkrais Journal, No. 2, 1986 (переклад).
- Moshe Feldenkrais Discusses Awareness and Consciousness with Aharon Katzir, edited and with an introduction by Carl Ginsburg (переклад).
- Schutz, Will. «Movement and the Mind». The New Healers, New Dimensions And/Or Press, Berkeley, 1980 (переклад) [Архівовано 26 лютого 2017 у Wayback Machine.].
- Rosenfeld, Edward. «The Forebrain: Sleep, Consciousness, Awareness and Learning». Interface Journal, Nos. 3-4, 1976 (переклад).
- The New Sun, Vol. 1, No. 11, December 1977 (переклад).
- Boulder City Lights, Vol. 1, No. 18, December 11-17, 1986.

### Статті з фізики
- F. Joliot-Curie & M. Feldenkrais. The use of Carbon Tetrachloride for increasing the tension of electro-static generators of the Van-de Graaf type. Comp Rend. de L’Academie des Sciences. 1936, 202, 1037.
- M. Feldenkrais. A new method for high tension measurement of belt driven Van-de Graafs. C.R. de L’Academie des Sciences, 202, 1037.
- M. Pauthenier & M. Feldenkrais. Standardization of an apparatus for measuring very high electrostatic tensions, electrostatic valve. C.R. de L’Academie des Sciences, 1937, 203, 117.
- M. Feldenkrais. Rotary voltmeter. Journal de Phys. et du Radium 8.1937 p. 193
- M. Feldenkrais. Industrial separation of isotopes. Nature. 1946, 157, 481.

## Патенти
- No. 731,315, 12th February, 1932, Paris. «Compasses for Drawing Ellipses».
- No. 833,240. 10th June, 1937, Paris. «Improvements in Electrical Air Sterilization and other fluids».
- No. 418,467, 3rd August, 1937, Paris. «A System of Continuous Production of Sterile Air».
- No. 2069, 5th April, 1940, Paris. «Scissors for Coupons».
- No. 24670, 24th September, 1945, London. «A Device for Automatic Inflation of Pnemuatic Tyres».
- No. 9144/49, 4th April, 1949, London. «Typewriter Ribbon Renovator».